# خوسيه أنطونيو أغيري (ملاكم)
خوسيه أنطونيو أغيري (بالإسبانية: José Antonio Aguirre)‏ مواليد 5 يوليو 1975 في كارديناس، تاباسكو، المكسيك، هو ملاكم محترف مكسيكي. حقق بطولة المجلس العالمي للملاكمة.

## إحصائيات
خاض خلال مسيرته 42 نزالا، فاز في 34 وتعادل في 1 وخسر في 9. فاز بالضربة القاضية في 20 نزالا.

## روابط خارجية
- خوسيه أنطونيو أغيري على موقع بوكس ريك (الإنجليزية) (registration required)